# TG-10滑翔機
Wichita Engineering TG-100 是威奇托工程公司在1940年代初設計的一款訓練滑翔機。

## 發展
TG-10是一款具有並排駕駛艙配置的雙座訓練滑翔機。美國陸軍航空兵團於1942年6月25日訂購了一架(序號42-57197)。然而，合約於1943年3月1日飛機完工前被取消。